# Heinrich Claudius Geier
Heinrich Claudius Geier (* 18. März 1834 in Mainz; † 22. Juni 1896 ebenda) war ein hessischer Architekt, Unternehmer und Politiker (NLP) und Abgeordneter der 2. Kammer der Landstände des Großherzogtums Hessen.
Heinrich Claudius Geier war der Sohn des Bauunternehmers Franz Xaver Geier und dessen Ehefrau Spes Katharina, geborene Renard. Geier, der katholischen Glaubens war, heiratete Philippina Anna Jakobina geborene Mayer.
Geier war Architekt und Besitzer der Grube Amalienhöhe. 
Von 1881 bis 1887 gehörte er der Zweiten Kammer der Landstände an. Er wurde für den Wahlbezirk Rheinhessen 7/Nieder-Olm gewählt. Seit 1851 war er Angehöriger des Corps Hassia Darmstadt.